# Plage Jean-Doré
Ne doit pas être confondu avec le Complexe aquatique du parc Jean-Drapeau.
La plage Jean-Doré (ou plage du parc Jean-Drapeau) est une plage sur le fleuve Saint-Laurent située sur l'île Notre-Dame au parc Jean-Drapeau à Montréal, Québec.
Annoncée en 1987 par Jean Doré dans le sillage de l'échec du projet Archipel, elle est inaugurée en 1990.
Pour célébrer son 25e anniversaire et pour honorer l'ancien maire, la plage est officiellement renommée en hommage à Doré en 2015. Les règles de la Commission de toponymie prévoient qu'une personne doit être morte depuis au moins un an avant que l'on approuve un changement de nom pour lui rendre hommage. Mais après avoir appris que Doré est atteint d'un cancer incurable, le maire Denis Coderre annonce le 15 octobre 2014 son intention de demander l'autorisation de changer le nom,.